# Cristóbal de la Mancha y Velazco
Fray Cristóbal de la Mancha y Velazco (Lima, Virreinato del Perú, 1599-Buenos Aires, gobernación del Río de la Plata, 7 de abril de 1673) era un fraile dominico que fuera electo como tercer obispo de Buenos Aires desde 1645 hasta 1673, siendo el primero de origen americano.

## Biografía
Cristóbal de la Mancha y Velazco nació en 1599 en la ciudad de Lima, capital del Virreinato del Perú que formaba parte del Imperio español, siendo hijo del capitán Cristóbal de la Mancha y de María de Contreras.
Ingresó a la Orden de los Predicadores (Dominicos) en Lima. Se graduó en teología y se desempeñó como director de la casa de estudios de la orden en Lima. Tras enseñar en el convento de la orden en Cuzco viajó a España y a Roma. Fue hecho obispo por Maffeo Barberini, papa Urbano VIII, el 13 de enero de 1642. 

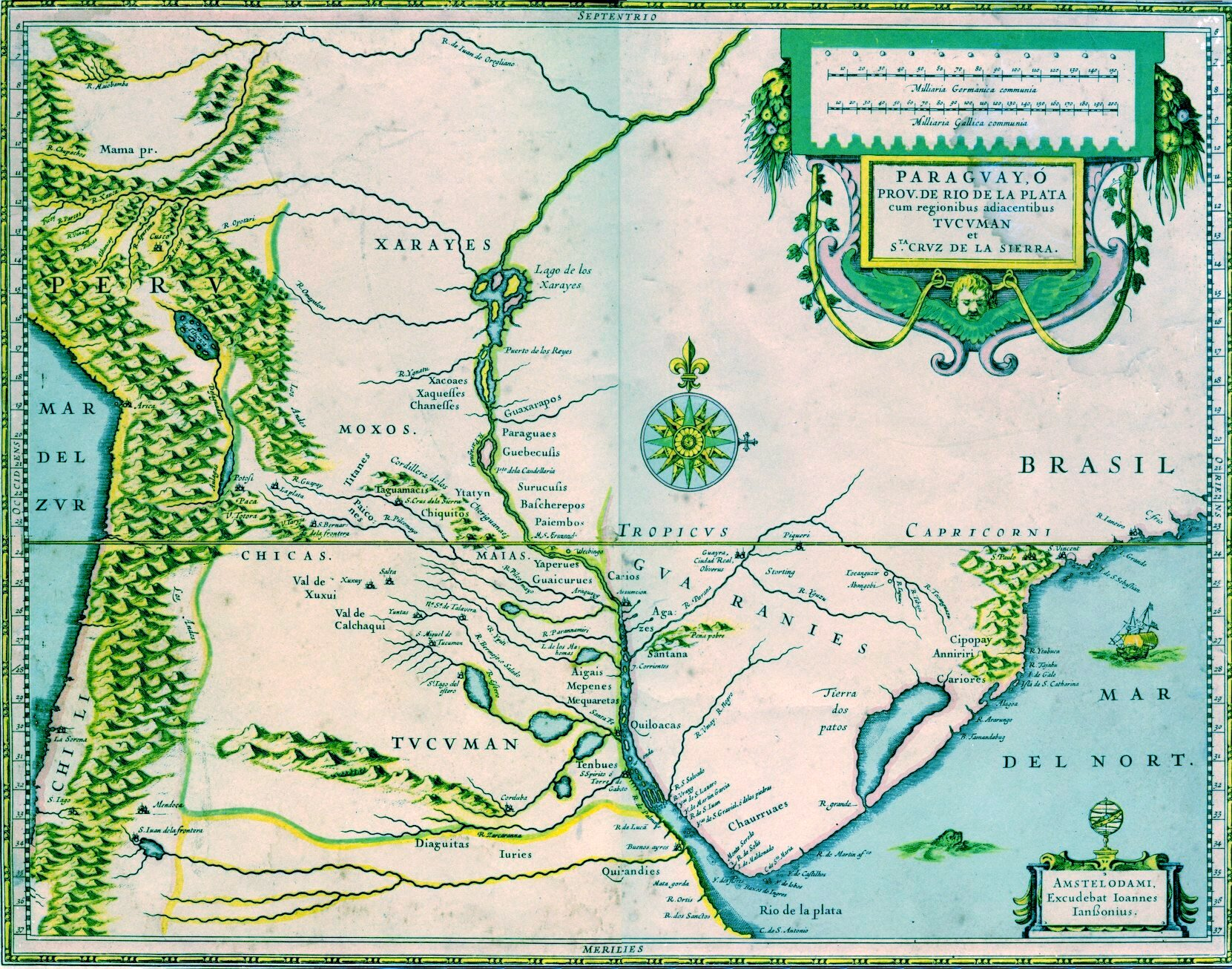
Gobernación del Río de la Plata (ca.1600).

En Roma le fue ofrecida la secretaría del padre general de la orden. No aceptó el cargo y regresó a América con el objeto de visitar los conventos dominicos en Chile. Durante su misión recibió la comunicación de su nombramiento como obispo de Buenos Aires. El 9 de julio de 1645 tomó posesión de la sede a través de un apoderado, y el 30 de noviembre de 1645 fue consagrado en Lima por el arzobispo Pedro de Villagómez. 
El 6 de octubre de 1646 llegó a su sede. Si bien al comienzo "el obispo marcha muy de conformidad con el gobernador, cosa que para todos es de mucho consuelo, y que anda en trámites para reedificar la catedral que se encuentra en ruinas, y para fundar un seminario", pronto comenzaron a surgir inconvenientes con el gobernador Jacinto de Lariz, quien participaba abiertamente del contrabando y a quien excomulgó en tres ocasiones perdonándolo en cada ocasión ante sus promesas de enmienda.
Jacinto de Lariz acabaría con un juicio de residencia que lo inhabilitaría para ejercer todo oficio, destierro perpetuo y confiscación de sus bienes. Su juez y sucesor Pedro Baigorri Ruiz si bien no combatió decididamente el contrabando no llegó a los extremos de Lariz y mantuvo buena relación con el obispo.
Entre 1647 y 1648 efectuó la visita pastoral de su diócesis, comenzando por erigir en Buenos Aires la parroquia de San Juan Bautista en el cruce de las actuales calles Alsina y Piedras, para el servicio de los naturales, tras lo que recorrió las provincias de Santa Fe, Corrientes y las Misiones jesuíticas guaraníes.
A resultas de visita el 5 de noviembre de 1648, y aunque su opinión era volver a unir ambas diócesis, se definieron los límites entre el obispado de Buenos Aires y el de Paraguay, quedando bajo el primero los pueblos situados al sur del río Paraná.
Durante la peste de marzo de 1652, en la cual murieron más de 1.500 personas, el obispo asistió personalmente a los enfermos y caídos relatando las crónicas del momento que "no quedó ninguno sin los sacramentos".
Tenía fama de gran generosidad y se comentaba que vendía muchas veces sus bienes personales para socorrer a los pobres, en una ciudad en la que abundaban.
En 1655 convocó al primer sínodo diocesano. Durante el mismo se aprobó pese a la oposición de la Compañía de Jesús el proyecto del obispo de convertir a sus reducciones en parroquias o curatos que consiguientemente quedarían así bajo control del clero secular. Los jesuitas apelaron a la corona y esta resolvió a su favor, por lo que por Real Cédula que llegó a Buenos Aires después de terminada la asamblea, la disposición sinodal quedó sin efecto. 
El resto de su largo obispado se desarrolló con tranquilidad. Proyectó la reconstrucción de la Catedral previendo  tres naves, techo de madera y una torre, para lo que solicitó 5.000 pesos al real tesoro. Por real Cédula de Aranjuez del 10 de mayo de 1663 el rey Felipe IV de España ordenó que se entregara ese dinero. En 1667 nombró a Jacobe Ferreira Feo y Juan Maciel para proyectar las obras que comenzaron un año más tarde.
Solicitó el envío de clérigos desde España y realizó una segunda visita pastoral en noviembre de 1668. Se esforzó en difundir la devoción a María incluyendo la decisión de trasladar la imagen de la Virgen de Luján a la hacienda de Ana de Matos, cercano al actual santuario, que se hizo efectiva a fines de 1671 en solemne procesión con la presencia del gobernador José Martínez de Salazar y los miembros de los cabildos eclesiástico y civil. 
En 1671 se inauguró el nuevo templo, pero debido a la calidad inferior de algunos de los materiales usados en su construcción, el nuevo edificio presentó desde el primer momento goteras y peligrosas rajaduras. 
Falleció en Buenos Aires el 7 de abril de 1673 a la edad de 74 años.
En las Actas del Cabildo Eclesiástico se conserva el registro del tratamiento y disposición del cuerpo del obispo fallecido:

«En casa de dho. Sr. obispo y biendole difunto en su cama le alsaron de ella y le pusieron sobre dos bufetes en buelto el cuerpo de dos sabanas y alli lo labaron con aguas de olor y le enjugaron con toallas con toda desencia[...] y cubrieron con una colcha determinando enbalsamar dho. cuerpo para lo qual se dispuso luego juntar los olores e ingredientes necesarios para dho. efecto. Por manos de[...] maestros Sirujanos y dos barberos que fueron[...] y abiendo abierto el cuerpo y sacado el corazón de dho. Señor Obispo le pusieron en una basia de platta y cubierto con un tafetan le llevaron en Prosession toda la Clerecia y Relijiosos[...] y le enterraron al pie del facistol en el Coro de esta Santa Iglesia Catedral Lugar en que dejo dsipuesto dho. Señor obispo y pedido fuesse enterrado su cuerpo y abiendo enterrado dho. corazon con canto y luses ensendidas y dobles de campanas se bolvieron a casa de dho. Señor obispo donde se continuava el enbalsamamiento».

Finalizado el embalsamamiento, el cuerpo, según las actas citadas expresa lo siguiente:

«se puso en la tumba que se hizo de sedro vestida de terciopelo negro y guarnecida con franxa de plata fina, y forrado por dentro con tafetán negro claveteada con tachuelas doradas. Y luego se erigió en la Sala principal de su palacio un tumulo magnífico de gradas de tarimas cubiertas de vaietas negras de Castilla, sobre las quales se armaron otras gradas de bufetes cubiertos de terciopelo y damasco morado sobre que se colocó el Ataud con dho. Cuerpo rodeado de doze blandones grandes con sus achones de sera blanca, y sinquenta velas de a libra en otros blandones y candeleros medianos y en esta forma se mantuvo el dho. Cuerpo desde el Biernes diez y seis de Diziembre hasta el Domingo diez y ocho alternando en velar los Sacerdotes y Seculares de la hermandad del Sr. Sn. Pedro de la qual era hermano dho. Sr. Illustrisso».

Tras hacerse cargo de la sede vacante el deán Valentín Escobar y Becerra (1673-1677) fue designado cuarto obispo de Buenos Aires el obispo auxiliar de Lima Antonio de Azcona Imberto.